# ジグソウ (マーベル・コミック)
ジグソウ (Jigsaw) は、マーベル・コミックに登場する架空のキャラクター。
レン・ウェインとロス・アンドリューによって創造された。パニッシャーの手強い敵として何度も登場する。初出は『アメイジング・スパイダーマン』162号。

## 経歴
その顔立ちの良さから”男前”の異名を持つビリー・ルソー（Billy Russo）は、犯罪組織マギアに属する残忍で凄腕の暗殺者だった。
フランク・キャッスルの家族が巻き添えになって死んだギャング同士の抗争事件（パニッシャー誕生のきっかけとなった）の後、ルソーはブルーノ・コスタによって雇われた。ルソーはコスタの選んだターゲットを皆殺しにするが、キャッスルは死の危機を回避し、辛うじて生き延びた。
負傷から復帰したキャッスル（＝パニッシャー）は、ルソーの跡を追ってマギアの経営するナイトクラブへ潜入する。ナイトクラブの戦いで多くの犯罪者がパニッシャーによって殺され、ルソーは窓ガラスに頭から投げ込まれた。
辛くも生還したルソーだったが、自慢の顔はガラス片でズタズタに引き裂かれてしまった。酷く損傷した顔は医師の尽力にも関わらず、ジグソーパズルのような醜いつぎはぎになってしまった。ルソーはそのショックからパニック状態となるも、パニッシャーへの復讐心を糧に立ち直って自らをジグソウと名乗り、その恐ろしい顔を利点とした殺し屋となった。
最初にパニッシャーへの復讐を企んだジグソウだが、スパイダーマンとナイトクローラーによって失敗する。後に、ナイトクローラーがジグソウの犠牲者の一人となる光景を目撃したスパイダーマンは、再度ジグソウと対決する。
初期の『パニッシャー』ミニシリーズにおいて、ジグソウはパニッシャーを毒殺しようと画策していたことが明らかになる。また、ジグソウは当時収監されていたパニッシャーを監獄内で殺そうと試みるが失敗、刑務所での暴動からの逃亡をパニッシャーによって阻止された。
後のシリーズでは、ジグソウはトラストによって洗脳され、パニッシャー・スタイルの暗殺部隊メンバーとして勤める羽目になった。しかし、パニッシャーと遭遇した当初の自分を思い出すことで自ら洗脳を解除し、パニッシャーと戦うが打ち負かされる。
悪霊崇拝者リブ（本名：リバーランド・サミュエル・スミス）は、ジグソウに、顔の治癒と引き換えに、自分への奉仕を承諾させた。ジグソウはリブの求めに応じ、不法侵入や虐殺、さらに警官殺しを犯す。しかしリブによって顔が治療されたその時、パニッシャーによって殺害される。
その後ジグソウは、リブと彼の師であるルシファー（正体は黒魔術師ベラスコ）によって生き返らされてパニッシャーと戦う。しかし敗北を喫し、再生した顔はまた台無しになった（顔をアロエに押し付けられ、引き裂かれたため）。

## 実写版

### 映画
『パニッシャー: ウォー・ゾーン』（2008年）
巨大マフィアの幹部であるビリー・ルソーは、パニッシャーの襲撃の中でガラス粉砕機の中に落下してしまう。一命を取り留めたものの、男前と言われた顔面はズタズタにされた事で修復しきれず凄惨な形相になってしまい、ショックを受けた彼は自らをジグソウと呼ぶように部下に言う。(バートン版バットマンへのオマージュが込められている)
演じたのはドミニク・ウェスト。

### ドラマ
『パニッシャー』（2017年）
ビリー・ルッソはフランク・キャッスル/パニッシャーの軍人時代からの親友で、現在は民間軍事会社「アンヴィル」を経営している。軍人時代は優秀な特殊部隊のスナイパーで134人を射殺。長身でハンサムな外見だが、薬物中毒の母親に捨てられ施設で育った過去を持ち、目的のためならば手段を選ばない野心家である。
自身がCIAや政府と強い繋がりを持つためにフランクが家族を失うきっかけでもある「ケルベロス作戦」の暗部に関わり、フランクが生きていると判明すると、彼が計画の邪魔になるとして裏で排除しようと試みる。
シーズン1最終話にて、フランクとの死闘の末にメリーゴーラウンドの鏡に顔面を叩きつけられ顔面をズタズタにされる。
命は救われるが、意識不明の状態でシーズンを終える。
シーズン2にて収容されていた病院を脱走し、フランクへの復讐を誓い元兵士たちをまとめ上げてギャングを作り上げる。
演じたのはベン・バーンズ。

## ビデオゲーム
『パニッシャー』（1993年）
カプコンが製作したベルトスクロールアクションゲーム。6面の中ボスとして登場する。
『The Punisher』（2005年）
クライムアクションゲームSaints Rowシリーズの開発会社による三人称視点アクションゲーム。多くのMARVELヒーローやヴィランが登場する中、ラスボスとして活躍する。